# Vieques

Vieques no mapa de Porto Rico

Bandeira de Vieques

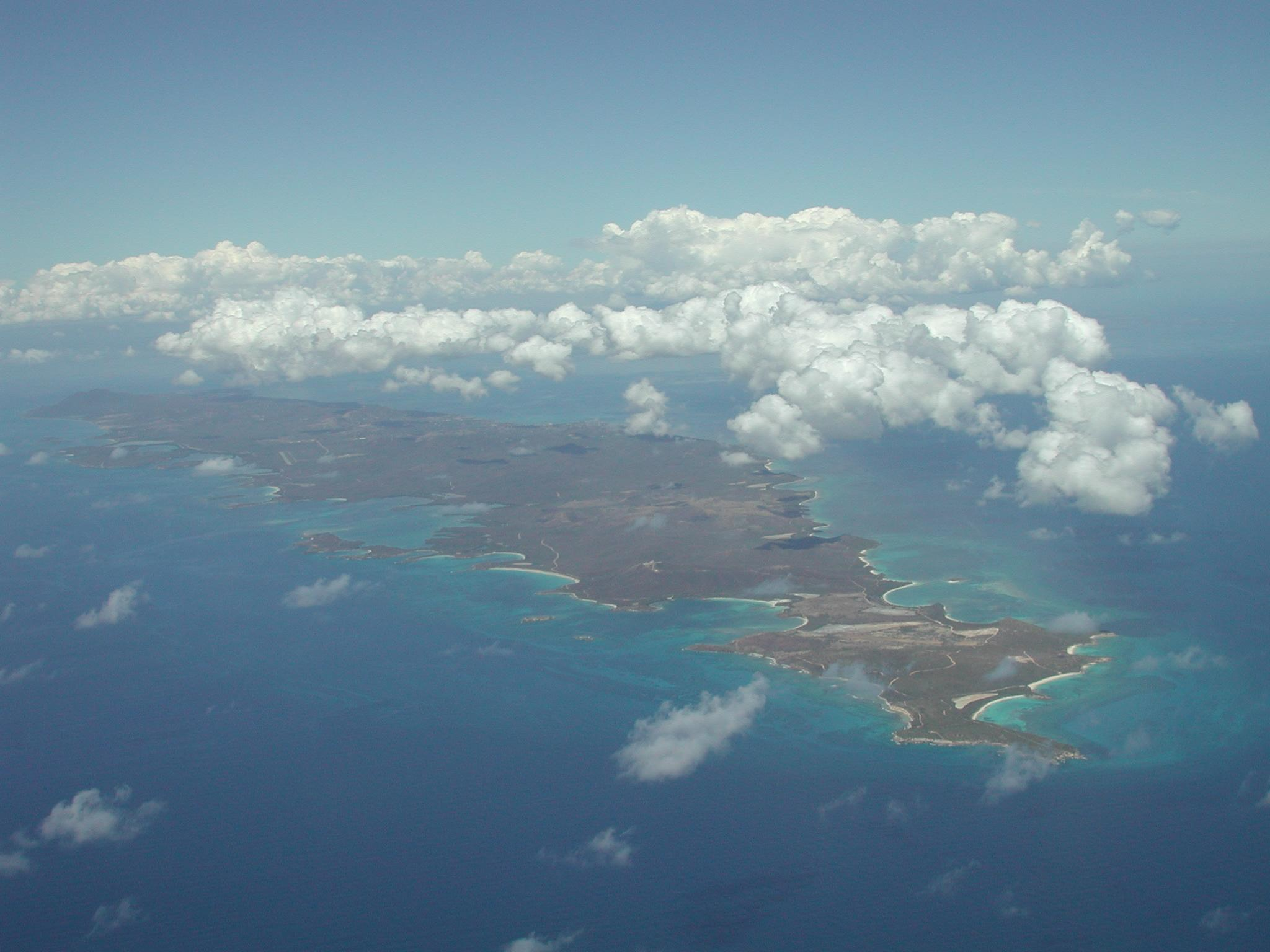
Vista aérea de Vieques

Vieques é uma ilha e um município de Porto Rico, localizada a 10 km a sudeste da ilha principal. No período colonial, era chamada de Ilha do Caranguejo e foi colonizada por alemães.